# Vesela jesen 1962
I. mariborski festival zabavnih melodij Katedra 62 je potekal v torek, 17. aprila 1962, v mariborski Unionski dvorani v organizaciji uredništva lista mariborskih študentov Katedra. Šlo je za organizacijo prvega festivala slovenske glasbe v Sloveniji sploh. Prenašala ga je slovenska radijska mreža, ne pa tudi jugoslovanska televizija. Sodelovali so izključno mariborski (oz. štajerski) skladatelji, pevci in orkestra.

### Tekmovalne popevke
Na razpis je prispelo 29 skladb, izmed katerih jih je izborna komisija (Vlado Golob, Nena Hohnjec, Srečko Grušovnik, Branko Avsenak in Ivo Vajgl) za festival izbrala 10:
- Pomladne noči
- Avtostop
- Nočne luči
- Danes je sončen dan
- Cha-cha

- Liljana
- Vetrček
- Tiha sreča
- Ida
- Vetrnjak

Vsaka popevka je bila izvedena v dveh različnih priredbah: z velikim revijskim zabavnim orkestrom in malim plesnim orkestrom. Vokalni solisti so bili vsi iz Maribora:
- Erika Kohont
- Ervina Štelcl
- Lidija Kodrič
- Majda Štefanič
- Nuša Franko

- Janez Klasinc
- Zmago Frankovič
- Duo Maribor
- Vlado Bezjak
- Damjan Katalinič

| #   | Izvajalec I    | Izvajalec II     | Pesem                | Glasba        | Besedilo                   | Aranžma  | Nagrade                                            |
| --- | -------------- | ---------------- | -------------------- | ------------- | -------------------------- | -------- | -------------------------------------------------- |
| 1.  | Lidija Kodrič  | Zmago Frankovič  | Moja mala tiha sreča | Srečko Satler | Srečko Satler, Janez Mikuž | Ivo Meša | 1. nag. občinstva, nagrada za besedilo in priredbo |
| 2.  | Lidija Kodrič  | Damjan Katalinič | Avtostop             |               | Franček Robnik             | Ivo Meša | 3. nag. občinstva                                  |
| 3.  | Vlado Bezjak   | Ervina Štelcl    | Pomladne noči        |               | Franček Robnik             | Ivo Meša | 2. nag. občinstva                                  |
| 4.  | Ervina Štelcl  | Irena Kohont     | Vetrček              |               |                            | Ivo Meša |                                                    |
| 5.  | Majda Štefanič | Nuša Franko      | Nočne luči           |               | Miloš Vlahovič             | Ivo Meša |                                                    |
| 6.  | Janez Klasinc  |                  | Zapoj si pesem       |               |                            | Ivo Meša |                                                    |
| 7.  | Majda Štefanič | Nuša Franko      | Danes je sončen dan  |               | Miloš Vlahovič             | Ivo Meša |                                                    |
| 8.  | Janez Klasinc  |                  | Vetrnjak             | Srečko Satler | Janez Mikuž                | Ivo Meša |                                                    |
| 9.  |                |                  | Najina zvezda        |               |                            | Ivo Meša |                                                    |
| 10. |                |                  | Liljana              |               |                            | Ivo Meša |                                                    |

### Nagrade
Občinstvo v dvorani je za najboljšo izbralo skladbo Tiha sreča Srečka Satlerja v izvedbi Lidije Kodrič in Zmaga Frankoviča. Prejela je 100 glasov. Druga je bila popevka Pomladne noči (Vlado Bezjak in Ervina Štelcl), tretja pa Avtostop (Damjan Katalinič in Lidija Kodrič).
Nagradi strokovne komisije (Vlado Golob, Nena Hohnjec, Srečko Grušovnik, Branko Avsenak in Ivo Vajgl) je prav tako prejela Tiha sreča, in sicer za najboljše besedilo (Srečko Satler in Janez Mikuž) ter priredbo (Ivo Meša).